# Call Your Friends
Call Your Friends – dziesiąty album studyjny amerykańskiego poppunkowego zespołu Zebrahead wydany w 2013 roku.

## Lista Utworów
1. "Sirens" - 3:26
2. "I'm Just Here For The Free Beer" - 3:42
3. "With Friends Like These, Who Needs Herpes?" - 3:39
4. "Call Your Friends" - 3:09
5. "Murder On The Airwaves " - 3:38
6. "Public Enemy Number One" - 3:30
7. "Born To Lose" - 2:59
8. "Stick Em Up Kid!" - 3:15
9. "Automatic" - 2:51
10. "Nerd Armor" - 2:58
11. "Panic In The Street" - 3:46
12. "Don't Believe The Hype" - 3:35
13. "Until The Sun Comes Up" - 3:01
14. "Last Call" - 3:42
15. "Sex, Lies & Audiotype" - 3:13 (tylko w Japonii)
16. "Battle Of The Bullshit" - 3:16 (tylko w Japonii)
17. "Ready Steady Go! - 3:18 (L'arc~en~ciel cover) (tylko w Japonii)

## Inne
Greg Bergdorf uczestniczył w pisaniu 3 piosenek z płyty („Call Your Friends”, „Public Enemy Number One” i „Panic In The Street”), jednak nie uczestniczył w nagraniach. Całą pracę przejął po nim Dan Palmer.

## Skład
- Matty Lewis - gitara rytmiczna, śpiew
- Ali Tabatabaee - śpiew
- Dan Palmer - gitara prowadząca
- Ben Osmundson - gitara basowa
- Ed Udhus - perkusja

## Pozycje na listach przebojów
| Lista         | Najwyższa pozycja |
| ------------- | ----------------- |
| Tokio Hot 100 | 24                |